# Ківіют

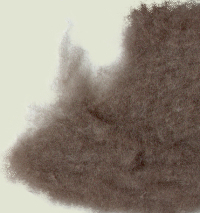
Маленький шматочок вовни ківіют

Ківіют (інуїннактун qiviuq; у записі графікою інуктитут ᕿᕕᐅᖅ) — це слово з інуїтської мови, що здебільшого вживається для позначення вовни вівцебика. Оригінально це слово вживалося для позначення пуху птахів нарівні з внутрішньою вовною вівцебика. Ківіют цінується як прядивне волокно, тому що він, на відміну від овечої вовни, не збігається у воді за жодної температури. (Водночас це означає, що він непридатний для валяння.) Здебільшого це волокно використовують для виготовлення шарфів та шапок. Це один із найм'якших видів вовни. Ківіют дуже коштовний; в'язаний шарф високої якості може коштувати понад 300 доларів США, але при належному піклуванні він прослугує господареві понад 20 років.
Вівцебик має двохрівневий хутряний покрив; слово «ківіют» відноситься саме до м'якого підшерстя під шаром довшої зовнішньої вовни. Вівцебик скидає цей шар кожної весни. Під час щорічного линяння ківіют вибирають з хутра вівцебиків або збирають його з предметів, об які терлися тварини; на відміну від овець, вівцебиків не стрижуть. Більшість комерційно доступного ківіюта надходить з Канади, отримують його зі шкіри впольованих тварин. На Алясці ківіют отримуть від домашніх тварин або збирають скинутий дикими тваринами під час линяння.
Ківіют міцніший за овечу вовну та у вісім разів тепліший за неї. Він м'якший за кашемір. Волокна ківіюта від дикого вівцебика мають приблизно 18 мікрометрів у діаметрі. Самки вівцебика та молоді тварини мають дещо тоншу вовну.
Одомашнення вівцебика почалося з проекту «Вівцебик», очолюваного Доном Дж. Тілом молодшим. Перша ферма, на якій розводили вівцебиків, знаходиться у Феербенксі на Алясці. Зараз цей проект продовжується на фермі у Пальмері (Аляска). Кооператив з розведення вівцебиків Оомінгмак був сформований наприкінці 1960-х років жінками з корінного населення острову Нунівак за допомогою доктора Тіла та місіс Шел. Цей кооператив спеціалізується на виготовленні в'язаних виробів у ківіюта. Він існує і на сьогоднішній день, його головний офіс знаходиться у місті Анкоридж. Власниками кооперативу є близько 200 корінних жителів Аляски з багатьох її віддалених селищ. Назва кооперативу походить з інуїтської мови, де слово «оомінгмак» означає «тварину зі шкірою наче борода».

## Виробництво та обробка
Дорослий вівцебик може давати від двох до трьох з половиною кілограмів ківіюта на рік. Ківіют виробляється вторинними волосяними фолікулами вівцебика, що не пов'язані з сальними залозами. Тому ківіют — це сухіше волокно, ніж вовна; він має лише 7 % жиру. Волосяні фолікули мають дуже високу густину (близько 42 на квадратний міліметр). Ківіют скидається тваринами під час дуже короткого весняного періоду линяння. В цей час ківіют відокремлюється від шкіри тварини і трошечки відходить вбік. При цьому починає здаватися, що тварина має «окуляри» навколо очей. Також відокремлений ківіют стає видко на поверхні шкіри по всьому тілу тварини. На цьому етапі ківіют може бути зчесаний з тварини у вигляді сцільного великого полотна. (Якщо ківіют не зчесати, він почне відпадати шматками, або буде залишений твариною на предметах, об які вона треться, і потім може бути зібраний людиною з землі або з кущів. Але зібраний таким чином ківіют буде мати нижчу якість і потребуватиме ретельнішої очистки.)
На станції по дослідженню великих тварин імені Роберта Вайта для втримання вівцебиків у нерухомому положенні використовується модифікована версія огородженої клітини, початково створеної для бізонів, при цьому шкіра тварини вичісується за допомогою гребіня з довгими зубцями. Підшерстя, зчесане з тварини, проходить ручну очистку, з нього вибирається рослинність та інші інородні предмети. Потім вже вибираються волосинки, що мають більше 30 мікрометрів у діаметрі. Це робиться вручну за допомогою спеціальних щіток з дуже густими зубцями (аналогічна процедура виконується при виробленні кашеміру). Від густини та товщини зубців на щітках залежить діаметр волосин, що будуть видалені. Механічне видалення волосу може призвести до розриву, послаблення та погрублення ківіюта. (Коли шкіру тварини вичесують, то при такому методі отримання виходить дуже мало несучих волосин. А от шкіру від впольованих тварин збривають, і тоді процес видалення волосу стає складнішим.) Після видалення товстого волосу ківіют за потреби знов очищують.
Потім сирий очищений ківіют прядуть, а отриману пряжу обережно перуть у теплій воді. Далі пряжу можна пофарбувати, але відбілювання та фарбування можуть послабити волокно та зменшити його м'якість.